# David Walliams
David Edward Walliams (Londra, 20 agosto 1971) è un attore, comico e scrittore britannico.

## Biografia
Nato nel borgo di Merton, ha studiato alla Reigate Grammar School nel Surrey dove fece le sue prime esperienze teatrali. Ha proseguito i suoi studi all'Università di Bristol, partecipando a numerose produzioni con il National Youth Theatre. Si trasferisce a Londra e inizia a partecipare a produzioni televisive con la BTV, Sky One, BBC One e BBC Two. Incontra Matt Lucas nel 1990 e dal 1995 la loro amicizia si trasforma in un sodalizio artistico.
Tra le sue apparizioni in TV si ricordano quella nella serie di sketch Little Britain in onda su MTV, quella dell'alieno Gibbis in un episodio della serie Doctor Who e quella in una puntata della serie televisiva britannica Miss Marple, ispirata ai racconti di Agatha Christie. Al cinema, invece, è apparso seppure in ruoli minori in film come Le cronache di Narnia - Il principe Caspian, Stardust e Run Fatboy Run.
Compare assieme al collega Matt Lucas nel video dei Pet Shop Boys I'm with Stupid. Con questi ultimi Walliams è particolarmente amico, oltre che grande fan: diverse recensioni sulle uscite discografiche dei Pet Shop Boys portano la sua firma (l'ultima delle quali è canzone dell'album Elysium del 2012). Dal 2012 al 2022, è giudice del programma inglese Britain's Got Talent.
Nel 2008 pubblica The Boy in the Dress, un libro per bambini che parla di un ragazzino di 12 anni che si diverte ad usare vestiti e trucchi solitamente associati al sesso femminile. Il libro riceve un riscontro molto positivo che porta David a scriverne molti altri. Negli anni successivi il grande numero di copie vendute e le critiche positive lo portano a diventare uno dei maggiori talenti emergenti nel campo dei libri per bambini. Nella sua carriera da scrittore ha venduto oltre 12,5 milioni di libri, i quali sono stati tradotti in più di 46 lingue.
È stato sposato dal 2010 al 2015 con la supermodella Lara Stone da cui ha avuto un figlio, Alfred (2013).

## Filmografia parziale

### Attore

#### Cinema
- Stoned, regia di Stephen Woolley (2005)
- Stardust, regia di Matthew Vaughn (2007)
- A cena con un cretino (Dinner for Schmucks), regia di Jay Roach (2010)
- Grandi speranze (Great Expectations), regia di Mike Newell (2012)
- Murder Mystery, regia di Kyle Newacheck (2019)
- Twist, regia di Martin Owen (2021)

#### Televisione
- Miss Marple (Agatha Christie's Marple) – serie TV, episodio 1x01 (2004)
- Doctor Who - serie TV, 1 episodio (2011)
- Partners in Crime - miniserie TV (2015)
- Little Britain - serie TV (2006)

### Doppiatore
- Doraemon - serie TV (2005-2017)
- Le cronache di Narnia - Il principe Caspian (The Chronicles of Narnia: Prince Caspian), regia di Andrew Adamson (2008)
- Missing Link, regia di Chris Butler (2019)

## Programmi televisivi
- Britain's Got Talent (2012-2022)

## Radio
- David Walliams' Marvellous Musical Podcast (2019)

## Doppiatori italiani
- Massimo Lodolo in Doctor Who
- Leonardo Graziano in Murder Mystery